# Академический район (Екатеринбург)
Академи́ческий райо́н — один из восьми внутригородских районов города Екатеринбурга. Расположен в его юго-западной части. Образован в 2020 году, границы определены в 2021 году.

## География
Академический район занимает юго-западную часть города Екатеринбурга, между Объездной дорогой и Екатеринбургской кольцевой автомобильной дорогой. Как административный район граничит на севере и западе с Верх-Исетским районом, на северо-востоке и востоке — с Ленинским районом, на юге — с Чкаловским районом Екатеринбурга. Собственно Академический жилой район раскинулся вдоль русла реки Патрушихи, протекающей с северо-запада на юго-восток. Местность, на которой построен Академический район, ранее занимали торфяники. Район отделён от основной части города (от Юго-Западного жилого района) Юго-Западным лесопарком. Северную и северо-западную часть Академического района как административно-территориальной единицы занимают жилые районы и посёлки Мичуринский, Широкая Речка, Лиственный и Московский, а также множество садоводческих товариществ и коттеджных посёлков. При этом Мичуринский и Московский официально считаются самостоятельными населёнными пунктами, а Широкая Речка и Лиственный входят в состав города Екатеринбурга.
Расстояния от Академического района:
- до центра Екатеринбурга — 9 км,
- до железнодорожного вокзала — 11 км,
- до аэропорта Кольцово — 23 км.

## Участники проекта
- Девелопер: «КОРТРОС»
- Архитектор: Valode & Pistre[фр.], «Екатеринбурггорпроект» (проект планировки)
- Инженерия: Уралгипромез
- Строительство: ООО «Ремонтно-строительное управление 37»
- Консалтинг и маркетинг: Уральская Палата Недвижимости

## Планы по строительству района
Район рассчитан на 325 тысяч человек, до 2026 года планируется построить 13 млн м² недвижимости, из них — 9 млн м² — жилые помещения, 4,2 млн м² — нежилой недвижимости.
Строительство предполагается вести в четыре очереди: первые две находятся севернее русла реки Патрушихи, следующие две — южнее. В южной части района предполагается разместить зону малоэтажной застройки, в других частях преобладающей будет многоэтажная застройка, с высотными доминантами жилых домов и бизнес-центров в кварталах, прилегающих с юга к будущей главной магистрали Академического — проспекту Академика Сахарова. Между рекой Патрушихой, проспектом Академика Сахарова, улицами Вильгельма де Геннина и улицей Чкалова находится Преображенский парк (площадью около 60 га), который служит зоной отдыха для жителей района.
На пересечении улиц Вильгельма де Геннина и Сахарова построен храм во имя Святых Божиих Строителей
В ноябре 2016 года был утверждён план второй очереди застройки района, рассчитанной на 107 тыс. человек. Застройка будет производиться в веерной форме. Планируется возвести около 3,3 млн м² жилья.

## История
Разработка проекта началась в 2005 году по инициативе компании «Ренова-СтройГруп» совместно с администрацией Екатеринбурга. Проект планировки первой очереди района, выполненный французской фирмой «Валоди и Пистр», был утверждён 29 марта 2007 года. Первый камень в строительство первого жилого блока был заложен 12 октября 2007 года.
25 декабря 2007 года для обеспечения долевого участия областного бюджета было выделено 422,4 млн рублей на проектирование и строительство автомобильных дорог, 115 млн рублей на берегоукрепления русла Патрушихи и строительства очистных сооружений и 78 млн рублей на проектирование трамвайной линии.
15 июня 2009 года ход строительства проконтролировал президент России Дмитрий Медведев — он провёл беседу со строителями и осмотрел квартиры в новых домах. 30 июня 2009 года прошли госпроверку и были сданы первые дома.
В июле—августе 2011 года в районе прошла Всероссийская студенческая стройка, на которую приехали 26 отрядов из 13 регионов России общей численностью более 400 человек. В 2012 году к строительству района, помимо основного девелопера («Ренова-СтройГруп»), подключились также крупные екатеринбургские строительные компании «Атомстройкомплекс» и «ЛСР. Недвижимость-Урал» (бывший «Нова-Строй»). Они застроили первую очередь 7 квартала, ограниченную улицами Краснолесья-Анатолия Мехренцева-Академика Вонсовского и проектируемой улицей 1а.
К концу 2014 года были созданы улицы: Вильгельма де Геннина, Проспект Академика Сахарова, Павла Шаманова, Анатолия Мехренцева, Рябинина. Проектируются улицы Барклая, Ландау, Академика Вавилова и другие. Построено семь из девяти блоков квартала № 2 и восемь блоков квартала № 5. Достраиваются блоки 2.6 и 2.8 квартала № 2, завершено строительство первой очереди квартала № 7, а также ведётся подготовка строительства кварталов 29 и 0. В 2013 году начато строительство квартала № 1 (около 200 тыс. м² недвижимости комфорт- и бизнес-класса).
В сентябре 2016 года официально ввели в промышленную эксплуатацию ТЭЦ «Академическую» мощностью 220 МВт. ТЭЦ обеспечивает тепловой и электрической энергией строящийся район «Академический» и прилегающие районы уральской столицы.
По состоянию на декабрь 2017 года строительство 1 квартала завершено, идёт строительство последнего блока квартала 1. Строится следующий квартал, получивший наименование «Преображенский», расположенный между проспектом Сахарова и рекой Патрушихой. Особенность квартала в том, что все П-образные дома вытянутся в одну линию по проспекту Сахарова. Одновременно с возведением Преображенского квартала возникла необходимость в строительстве продолжения проспекта Сахарова. 11 марта 2019 года проспект Сахарова до улицы Амундсена был сдан в эксплуатацию.
В феврале 2020 года началось строительство улицы Краснолесья в сторону микрорайона Широкая Речка с дальнейшим соединением с Суходольской улицей. Летом строительство было завершено и утром 1 сентября открыли движение по новому участку.
В мае 2020 года началось строительство улицы Чкалова от улицы Краснолесья до проспекта Академика Сахарова.
В ноябре 2022 года открыли первую очередь Преображенского парка.

#### История создания административного района
10 сентября 2019 года создана рабочая группа по формированию восьмого административного района Екатеринбурга на базе микрорайона Академический.
Академический был выделен из состава Ленинского и Верх-Исетского административных районов 3 января 2020 года.
В мае 2020 года 94,2 % опрошенных поддержали название района Академический.
9 июня 2020 года было одобрено официальное наименование «Академический район города Екатеринбурга».
30 октября 2020 года наименование было одобрено Правительством РФ.
В декабре 2020 года внесены законопроекты об описании границ района и внесении наименования в перечень административно-территориальных единиц области, которые были одобрены Законодательным Собранием в феврале 2021 года (вступили в силу 1 октября 2021 года).
В состав района вошли жилые районы (микрорайоны) Широкая Речка, Лиственный и собственно Академический. От Верх-Исетского к Академическому району к 1 октября 2021 года также переподчиняются два посёлка — Мичуринский и Московский.
10 января 2022 года главой администрации Академического района назначен Смирнягин Николай Сергеевич.
В январе 2022 года на рассмотрение комитета Совета Федерации по конституционному законодательству был внесён проект федерального закона о создании Академического районного суда города Екатеринбурга. В сентябре 2022 года проект федерального закона был внесён в Государственную Думу РФ. В марте 2023 года началось рассмотрение законопроекта. Районный суд был создан 27 июля 2023 года.
В октябре 2022 года внесён законопроект об изменении границ района, предусматривающий отнесение под юрисдикцию администрации района территории на которой находятся ТЭЦ «Академическая» и институты теплофизики и металлургии УрО РАН. Закон был одобрен 15 ноября 2022 года.

## Религия
В 2011 года началось строительство храма Святых Божьих строителей. 19 августа 2015 года храм был открыт (в честь святых Алексия митрополита Московского, Иоасафа Белгородского и Афанасия Афонского).
17 июня 2018 года в Академическом был заложен второй храм «во имя святого страстотерпца праведного Евгения врача и в память всех врачей Отечества нашего». Врач Евгений — Евгений Сергеевич Боткин. Также именем Боткина назван близлежащий бульвар в Академическом, прилегающий к корпусам Уральского государственного медицинского университета и заводу по производству кардиостимуляторов.

## Инфраструктура района

### Социальная инфраструктура
По состоянию на 1 сентября 2023 года в районе действовали 17 детских дошкольных учреждения, последним был открыт детский сад в микрорайоне Мичуринский, ему присвоен номер 8.
На начало 2023 года в районе действуют восемь общеобразовательных школ: № 16, 19, 23, 25, 31, 79, 123 и 181.
В феврале 2018 года в Академическом на проспекте Сахарова открылось первое в городе отделение «Почты России» нового формата.
В апреле 2023 года в районе открылся Дворец дзюдо площадью 16,8 тыс. м². Кроме приёма соревнований во Дворце Дзюдо будут организованы секции, кружки и группы здоровья, в нём есть фитнес-центр и зал для гимнастики, открытые спортивные площадки.
В районе действует поликлиника № 4 Центральной больницы № 6, ведётся строительство новой большой поликлиники.

### Транспортная инфраструктура
30 декабря 2009 года в Академическом был запущен общественный транспорт. На 1 декабря 2023 года имеется автобусное сообщение (маршруты № , 42, 43, 46, 48, 50, 51, 52, 54, 55, 58, 59, 62, 70, 72 ,93, 054). Имеется один троллейбусный маршрут, который работает без контактной сети.
23 декабря 2023 года началось регулярное трамвайное движение в районе — сюда перенаправили маршрут № 1 «Вторчермет — Академика Парина». Новая трамвайная линия проходит по улицам Серафимы Дерябиной и Токарей до Татищева. На маршруте семь остановок: ул. Волгоградская, ул. Бардина, ул. Начдива Онуфриева, ул. Академика Вонсовского, ул. Краснолесья, ул. Павла Шаманова, ул. Академика Сахарова и трамвайное кольцо на ул. Академика Парина.
В июне 2022 года началась укладка рельсов будущей линии. Предполагалось, что на ней будут работать трамваи с втономным ходом. Однако впоследствии контактная сеть была смонтирована, так как новые трамваи так и не поступили.
16 августа 2023 года на линии состоялась прогонка технического трамвая. Движение по линии началось 23 декабря 2023 года, был изменён маршрут № 1 «Академика Парина — станция Вторчермет».